# Săbăoani, Neamț
Săbăoani (maghiară Szabófalva) este satul de reședință al comunei cu același nume din județul Neamț, Moldova, România. Săbăoani este cel mai mare sat catolic din Moldova. Săbăoani era și încă este un important centru al ceangăilor din Moldova. 98,55% din populație sunt romano-catolici, care, tradițional, au vorbit un dialect vechi al limbii maghiare cunoscut ca dialectul ceangăiesc. Conform unei estimări, circa 20 % din populație mai utilizează dialectul ceangăiesc, dar numărul locuitorilor care vorbesc fluent acest dialect este în scădere rapidă.

## Amplasare
Este cea mai mare și una din cele mai vechi așezări rurale din județul Neamț. Este așezată in zona central- estică a județului Neamț, fiind concentrată la vest de intersecția drumului național DN2 cu drumul național DN28, la 12 kilometri distanță de municipiul Roman și 62 kilometri distanță de municipiul Piatra Neamț, reședința județului. Alături de Traian, este unul din cele două sate ale comunei Săbăoani.
Se află în zona confluenței râurilor Moldova cu Siret.

## Etimologie
Conform tradiției locale, satul a fost denumit după primul său locuitor, un bărbat pe nume Szabó. Numele românesc, Săbăoani, provine din cel maghiar. Potrivit etnografului Péter Halász⁠(d), modul de denumire al așezării corespunde unei practici comune în secolele al XIII-lea și al XIV-lea.

## Istoric

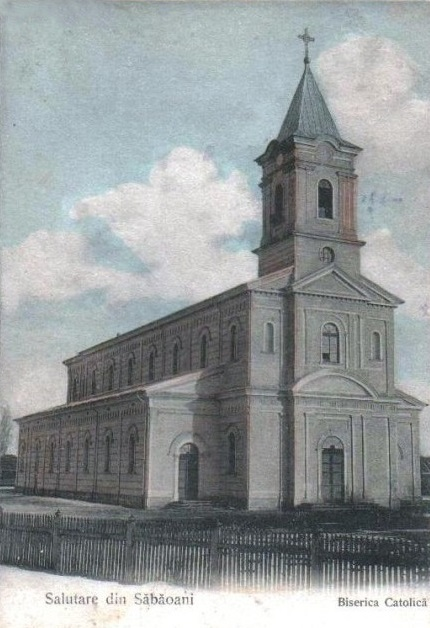
Biserica romano-catolică „Sfântul Mihail”

### Săbăoani
Potrivit etnografului Péter Halász⁠(d), primii coloniști este posibil să fi ajuns în Săbăoani în secolul al XIV-lea, fiind plecați din valea Someșului Mare și porțiuni din Câmpia Transilvaniei. Un nou val a avut loc la sfârșitul secolului al XV-lea, când s-au stabilit refugiați din Transilvania nemulțumiți de conducerea lui Ștefan Báthory. Satul a fost atestat documentar în 1453.
În 1597 a fost atestată o „biserică [catolică] mare de piatră” dedicată Adormirii Maicii Domnului și cu 5 filiale în subordine. Conform tradiției locale, biserica a fost construită de Margareta Losonczi, soția catolică a domnitorului Alexandru cel Bun. În 1599 biserica s-a aflat într-o stare proastă, cu acoperișul deteriorat, unde domnitorul a ordonat repararea ei. În aceeași perioadă satul nu a avut preot, fiind deservit ocazional de parohul de Roman. În 1606 a figurat în continuare fără preot, iar în 1636 a fost repartizat unul, care îi pastora și pe catolicii din Roman.
Gheorghe I. Năstase, referindu-se la cele 6 sate în totalitate maghiare găsite de Marco Bandini la 1646 în zona Romanului: Tămășeni (în maghiară Tamásfalva, menționat de Bandini ca Thomasest), Adjudeni (Dsudai, Gsiuda falva), Răchiteni (Domafalva), Săbăoani (Szabófalva), Leucușăni (Lökösfalva, contopit cu Săbăoani), Tețcani (Steczkofalva), a menționat că acesta reprezenta la acea vreme nucleul maghiar al Ținutului Romanului. Însă, nucleul s-a mărit considerabil pe ambele maluri ale luncii Siretului în secolele al XVIII-lea și al XlX-lea cu satele: Cozmești, Mogoșești, Luncași, Hălăucești, Mircești, Ursărești, Traian și Sturza. În aceeași perioadă au apărut și satele maghiare din bazinul inferior al râului Moldova, precum: Corhana, Pildești, Gherăiești, Iugani, Barticești, Muncelu de Sus, Tupilați, David, Talpa, Breaza, Văleni și Bârgăoani.

### Berindești
Este posibil ca locuitorii din satul Berendfalva (în română Berindești) din apropiere să se fi stabilit în Săbăoani la începutul secolului al XVII-lea. Amplasamentul fostei biserici din Berindești este păstrat în numele porții de jitărie a Săbăoaniului, Miszécke.
Prima mențiune documentară a satului Berindești provine din anul 1597, fiind făcută de călătorul Bernardo Quirini. Săpăturile arheologice din acest punct au găsit case din secolele al XIV-lea și al XV-lea.
Conform unei legende relatate în lucrarea monografică Cronica de la Săbăoani a lui Petre Sescu (Pădurarul), Săbăoani s-a format din vechiul sat Berindești. Numele satului, conform autorului, provine de la cuvântul turcic „berindei”, dat de turci pârâiașelor din zonă. Satul a fost tranzitat de armatele turcești și tătărăști, casele fiind arse la intervale scurte de timp, iar oamenii obligați să se refugieze în păduri. În urma acestor invazii, locuitorii satului Berindești s-au hotărât să se retragă de pe coasta dealului în pădurea din apropiere, spre apus, la 2 km depărtare, părăsind casele și biserica. Primul locuitor care a plecat s-a numit Szabo Ioan Martin, cel de la care provine numele actualului sat. Locuitorii s-au retras din Berindești în Săbăoani în timp, fapt confirmat de documentele istorice care începând din anul 1600 și până la jumătatea secolului al XVIII-lea au semnalat existența a două sate: Săbăoani și Berindești. Tradiția locală mai consemnează existența unui vechi cimitir și ruinele unei biserici în zona fostului Berindești.
Treptat, oamenii s-au stabilit pe actuala vatră a satului Săbăoani, tăind pădurea. Acest proces a condus la crearea unui val de pământ în jurul satului, cu scop de fortificație. După perioada invaziilor valul a fost folosit doar drept „gard de țarnă”, despărțind vatra satului de restul câmpului. Vechimea localității se poate constata și din străzile strâmbe, explicația acestui fenomen fiind faptul că refugiații și-au construit bordeiele printre arbori, fără drum de acces. După ce populația a crescut ca număr, locuitorii au început trasarea drumurilor de acces, dar fiind nevoiți să ocolească arbori seculari și casele deja construite, fapt care a dus la trasarea unor drumuri cotite.
În prezent locuitorii comunei numesc locul unde a fost vechea vatră a satului tot Berindești, iar locul unde a fost biserica de piatră, din centrul fostului sat, „Miseșke”.
Primii oameni veniți în zonă sunt atestați de unele izvoare istorice, unde Ștefan cel Mare, în jurul anului 1468 a suspendat plata oricărui bir, pentru locuitorii a două sate, unul dintre ele numindu-se „Locos”, asociat cu fostul sat Licușeni (Leucușăni, Lökösfalva), ce aparținea Episcopiei Romanului, fapt care atestă existența unei populații la acea vreme în nordul pădurii în care au descălecat cei din Berindești. Satul Leucușăni, ulterior comasat cu Săbăoani după anul 1900, devenind partea de nord a acestuia, avea în timpul vizitei misionarului Marco Bandini 40 de locuitori maghiari.
În anul 1609 moșiile Berindești și Săbăoani au fost donate Mănăstirii Secu de către Constantin Movilă. Ulterior, împreună cu Tețcani, satul Săbăoani a fost deținut în arendă de către Mănăstirea Râșca din Suceava.
În anul 1831 a avut loc răscoala țărănească împotriva Regulamentului organic, cu centrul în Săbăoani. La acest eveniment s-au adunat câteva mii de ceangăi din ținuturile Romanului și Bacăului pentru a cere să nu fie recrutați în noua armată moldovenească. Răscoala a fost înăbușită de infanteria și cavaleria Armatei Imperiale Ruse în 24 aprilie 1831, existând, după registrul parohial, un total de 40 de morți din care: 23 erau din Săbăoani, 5 din Gherăești, 2 din Iugani și unul din Prăjești.
După orașul Roman, din punct de vedere al populației, satul era cel mai mare din județul Roman.

### Pogromul de la Iași

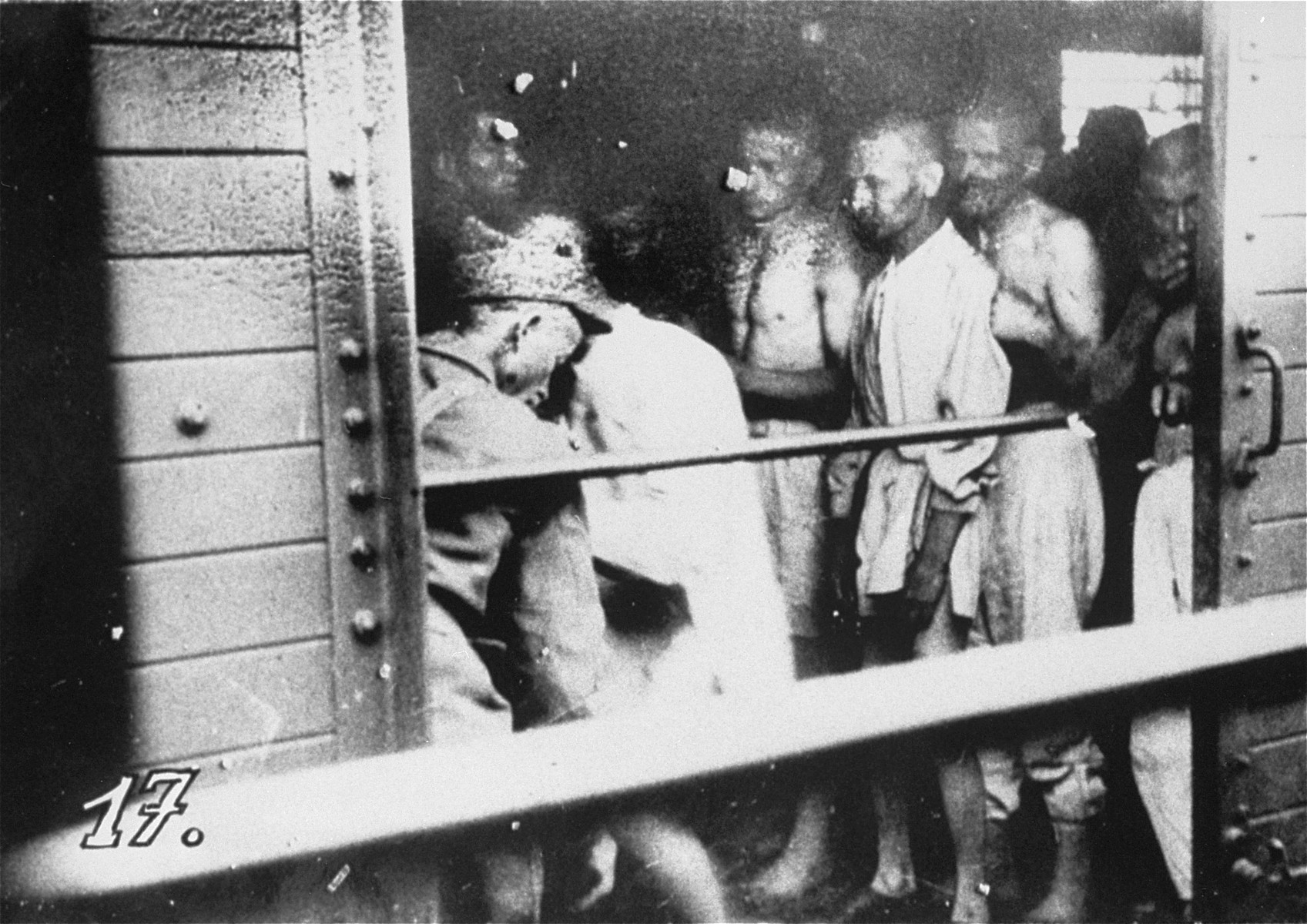
Trenul oprit în stația Săbăoani, unde medici militari au examinat supraviețuitorii

În contextul Pogromului de la Iași, două trenuri cu evrei supraviețuitori îmbarcați în vagoane de marfă aglomerate și neventilate au plecat din Iași la 30 iunie 1941, ducând la moartea a sute de oameni prin epuizare, deshidratare și sinucidere. Cadavrele au fost îngropate în gropi comune în stațiile de pe trasee. Primul tren a trecut în 3 iulie prin stația Săbăoani și a continuat drumul, oprindu-se Roman, unde nu s-a permis intrarea lui în Gara Roman din cauza mirosului emanat din vagoane. Trenul a fost întors la Săbăoani, unde aproximativ 300 de cadavre (după alte surse 170-180) au fost scoase iar pasagerii supraviețuitori au fost examinați de o echipă de medici militari, care au ordonat să li se dea apă.
Cadavrele coborâte la Săbăoani au fost îngropate în două gropi comune în timpul nopții, la circa 1 km distanță de stația CFR, potrivit primarului localității la acea vreme, Frantz Peret. Avocatul Beram Ușer, secretarul Comunității Evreiești din Roman, a povestit că, la Săbăoani, morții au fost dezbrăcați de către supraviețuitori, hainele au fost arse, iar actele găsite au fost folosite de subprefectul Alex. Teodorescu pentru a întocmi un proces verbal cu numele victimelor. Însă, șeful postului de jandarmi a îngropat și lista victimelor.